# 王建民
王 建民（ワン・ジエンミン、1980年3月31日 - ）は、台湾（中華民国）の台南市出身の元プロ野球選手（投手）、野球指導者。右投右打。
NHKの放送では日本語の音読みで「おう けんみん」と呼ばれ、新聞や他局では「ワン・チェンミン」と呼ばれている。
メジャーリーグベースボール(以下：MLB)でアジア人史上初の最多勝利を獲得している。

## 経歴

### プロ入り前
小学4年生の時に野球を始める。当初はピッチャーの他にも一塁手、外野手もこなした。
高校は台北の学校に進学。幼少期に子供のいなかった叔父・叔母夫婦に引き取られ、育てられるが（後にこの夫妻は建民の2歳下の娘に恵まれている）、実際に建民が育ての親が実の親でないことを知ったのは、高校時代の試合で公式書類の提出を求められて初めて目を通した時であったとニューヨーク・タイムズ紙に語っている。大学は台北市立体育学院に進学。台湾時代には高英傑の指導を受けた。

### プロ入りとヤンキース時代
2000年にニューヨーク・ヤンキースと190万ドルのマイナー契約を交わした。この時期はまだ速球頼りのピッチャーだった。当時はロジャー・クレメンスに憧れていた。
2002年オフの10月に開催された釜山アジア競技大会の野球チャイニーズタイペイ代表に選出された。
2003年オフの11月に開催されたアテネ五輪予選を兼ねた第22回アジア野球選手権大会のチャイニーズタイペイ代表に選出され訪日し、韓国戦で登板している。
2004年8月にはAAA級コロンバス・クリッパーズに昇格し、エースとして台頭するようになる。この才能が開花した時期が非常に絶妙とも云われ、仮にこの年のスプリングトレーニングで才能を開花させていたなら、当時ヤンキースが獲得しようとしていたアリゾナ・ダイヤモンドバックスのランディ・ジョンソンの交換要員としてリストアップされていた可能性があった。実際ダイヤモンドバックスはヤンキースとのトレードをにらんでスカウトマンのブライアン・ランベ（Brian Rambe）を派遣しており、王の投球も視察している。ただ、ブライアンが視察した当時は、建民の最大の武器であるシンキング・ファストボールの習得前で、速球もメジャーレベルで見ると高いとは言えなかったため、リストに載ることはなかった。この年に当時のコロンバスのピッチングコーチであったニール・アレン（Neil Allen）と捕手のサル・ファサーノ（Sal Fasano：この2年後の2006年にヤンキースで控え捕手となる）の指導の下、シンキング・ファストボールを習得した。
2005年4月30日にメジャーデビュー。5月10日のシアトル・マリナーズ戦で初勝利。この年に8勝を記録する。
2006年はシーズン開幕前の3月に開催された第1回ワールド・ベースボール・クラシック（WBC）のチャイニーズタイペイ代表を打診されていたが、怪我の影響を理由に辞退。シーズンではリーグトップタイ、アジア人投手最多記録となる19勝を挙げ、アジア人初の最多勝のタイトルを獲得した。さらにサイ・ヤング賞投票で2位につけた。（1位票はすべてヨハン・サンタナが獲得。2位票15、3位票6の合計51ポイントで3位のロイ・ハラデイに3ポイント差）。
また、この年の「MLB.com's This Year in Baseball Awards」では、47%強の得票で最優秀先発投手に選ばれた。

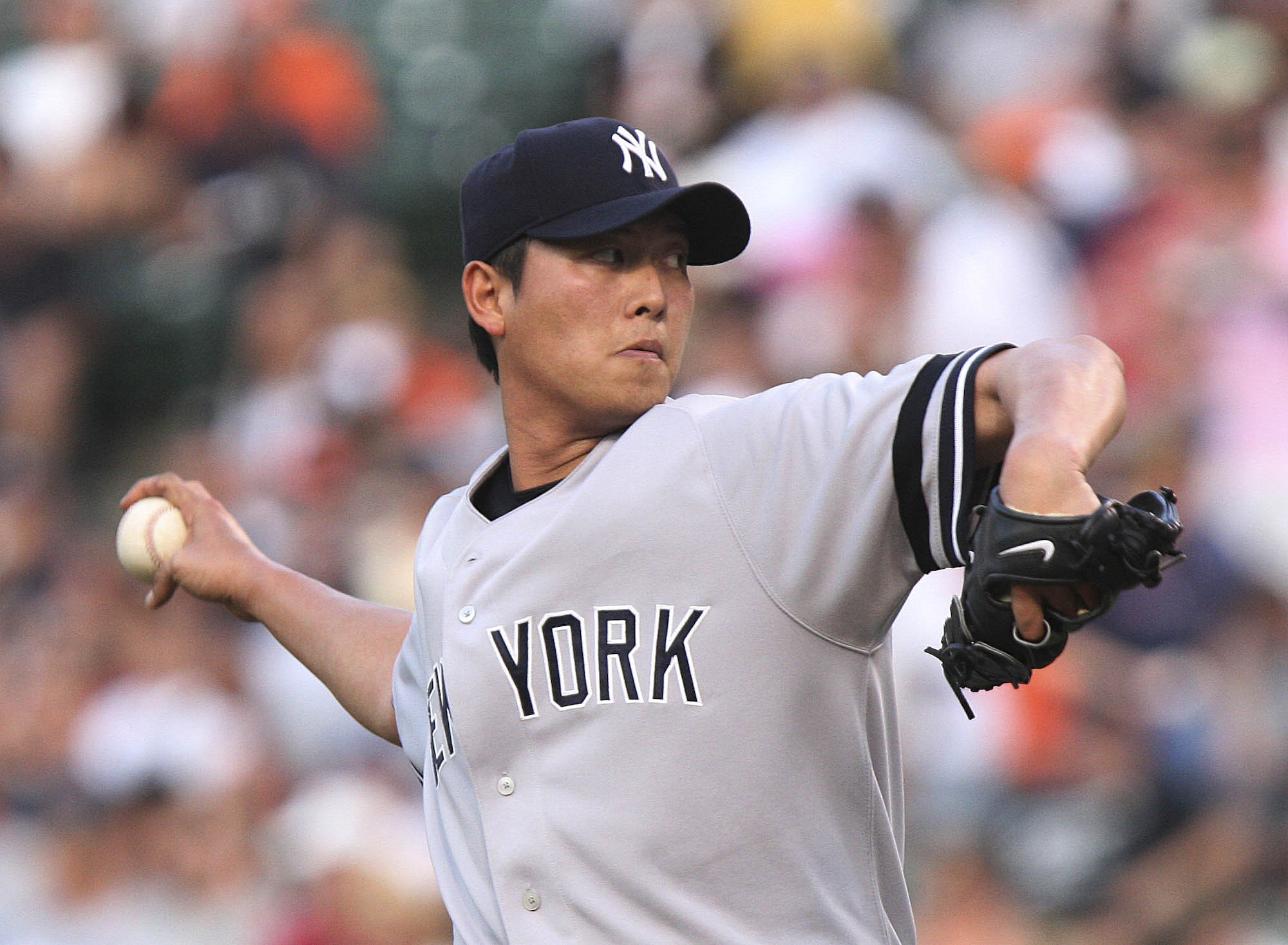
ニューヨーク ・ヤンキースでの現役時代
(2007年6月28日)

2007年は故障で出遅れるも、2年連続の19勝を挙げた。この年最初の試合で8回1死までをパーフェクトに抑えていたが、次の打者に本塁打を浴び、8回で降板している。
2008年は4月だけで5勝を挙げるなど活躍していたが、6月15日のヒューストン・アストロズ戦で走塁の際に右膝をひねり、MRI検査の結果、右足甲付近の靱帯の軽い捻挫と右足筋肉の部分断裂と診断され、故障者リストに入った。
2009年は故障者リスト入りを続け、わずか1勝に終わった。オフの12月12日にFAとなった。

### ナショナルズ時代
2010年2月19日にワシントン・ナショナルズと1年200万ドル（約1億8000万円）で契約合意したが、故障の影響で全休した。オフの12月2日にFAとなったが、12月16日にナショナルズと1年120万ドルで再契約した。
2011年7月29日のニューヨーク・メッツ戦で、2009年6月4日以来約2年振りの登板を果たした。同年8月9日のシカゴ・カブス戦で、6回を無失点に抑えて772日ぶりの勝利を手にした。オフの10月30日にFAとなったが、11月4日にナショナルズと1年400万ドル（約3億1200万円）で再契約した。
2012年は、過去の不倫が発覚する。王は米時間23日にフロリダ州で記者会見し、2010年に同州のナイトクラブで知り合った台湾出身の女性と約8ヶ月にわたって不倫していた事実を認めた。「自分の弱さのために家族らを傷つけ、とても反省している」などと謝罪している。発覚のきっかけは2人が写った写真がメディアに持ち込まれたためで、不倫相手の女性が王建民と2人で写っている写真を18万ドル（約1700万円）で買い取ることを要求したが王建民に拒否されたため、写真をメディアに売った。その値段は一枚一万ドル（約94万円）だった。

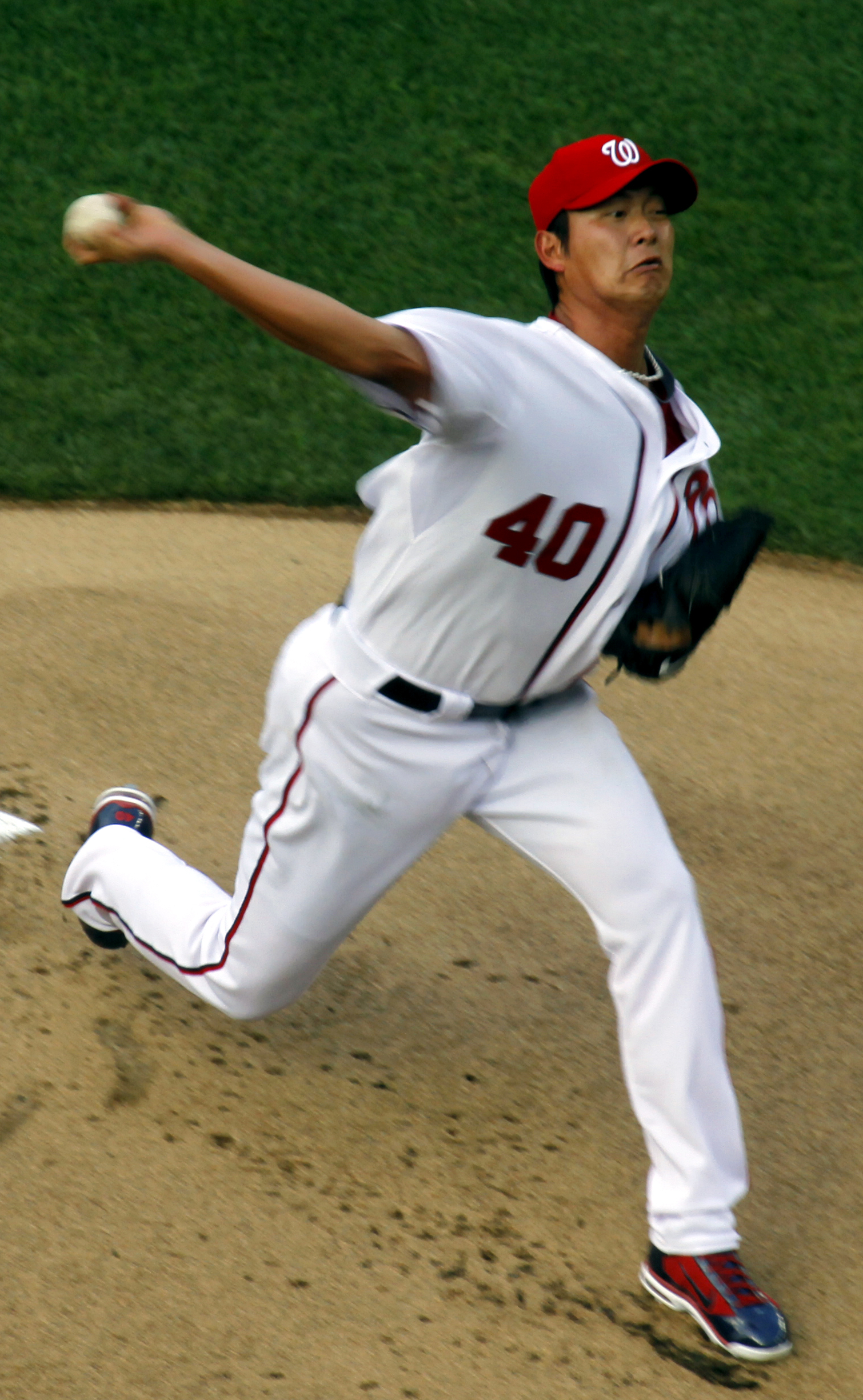
ワシントン・ナショナルズでの現役時代
(2011年7月29日)

シーズンでは、故障もあり10試合の登板で2勝に終わった。オフの10月29日にFAとなった。

### ヤンキース傘下時代

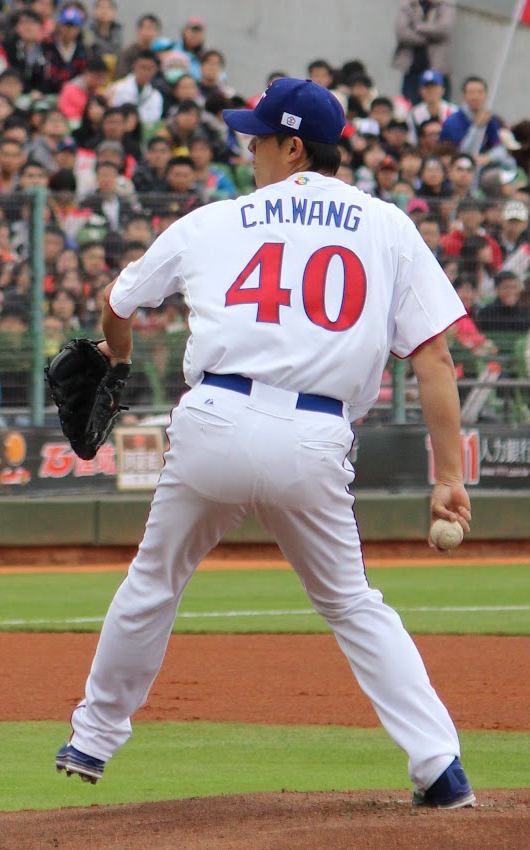
2013 ワールド・ベースボール・クラシック

2013年1月14日に第3回WBC本戦のチャイニーズタイペイ代表に選出された。同大会では1次ラウンドのオーストラリア戦、2次ラウンドの日本戦では、共に6回を無失点に抑える好投を見せた。WBCでの好投が評価され、入団テストを経て、古巣のニューヨーク・ヤンキースと3月23日にマイナー契約を結んだ。AAA級スクラントン・ウィルクスバリ・レイルライダースで9試合に登板し4勝4敗、防御率2.33だった。6月7日にFAとなった。

### ブルージェイズ時代

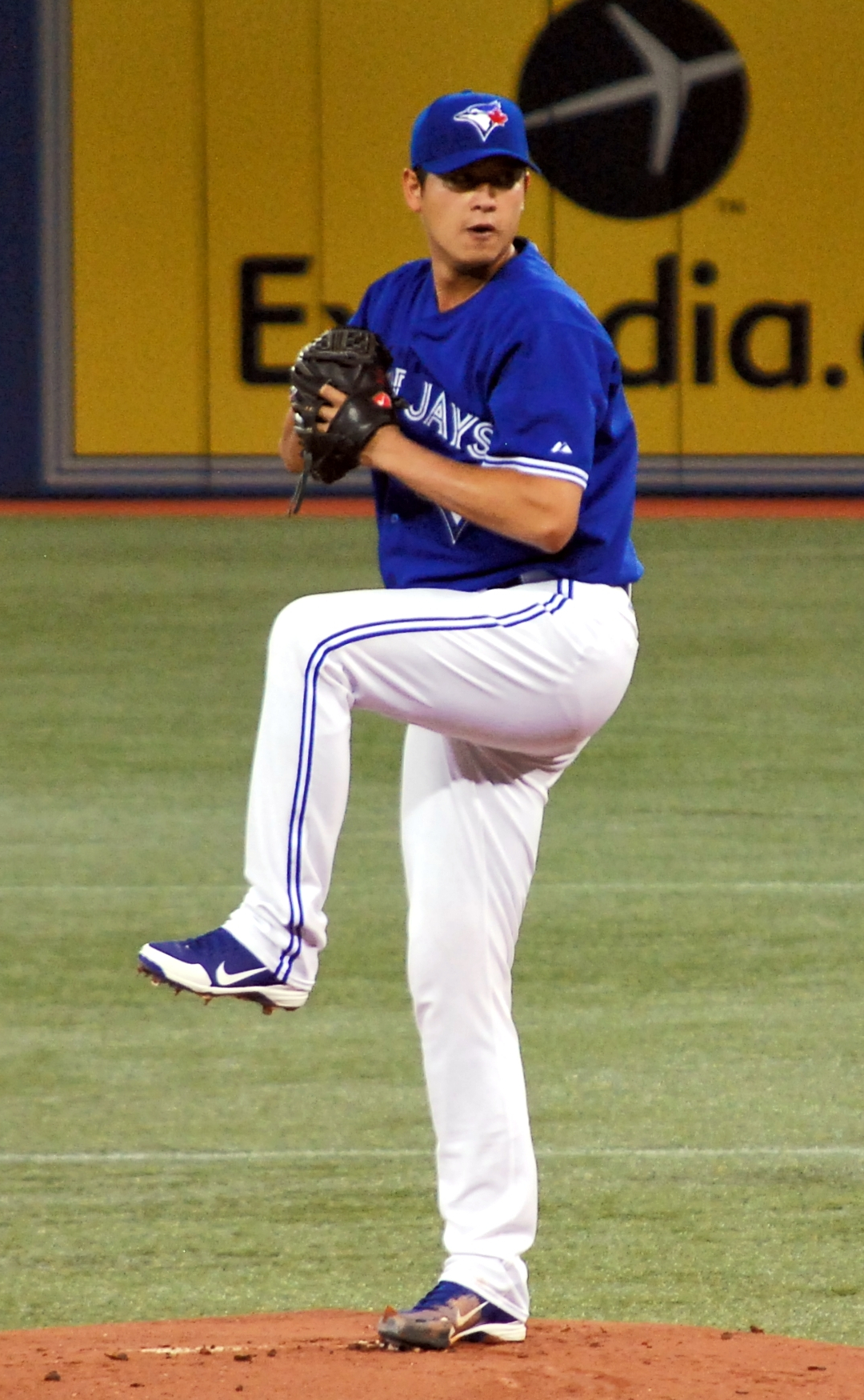
トロント・ブルージェイズでの現役時代
(2013年6月22日)

2013年6月11日にトロント・ブルージェイズとメジャー契約を結んだ。7月3日にDFAとなり、7月5日にAAA級バッファロー・バイソンズへ降格。8月24日にメジャー再昇格するも、8月26日に再びDFAとなり、AAA級バッファローに再び降格した。オフの10月1日にFAとなった。

### レッズ傘下時代
2013年12月20日にシンシナティ・レッズとマイナー契約を結んだ。
2014年はAAA級ルイビル・バッツで19試合に登板し、8勝5敗・防御率3.71だった。7月13日に契約を解除し、FAとなった。

### ホワイトソックス傘下時代
2014年7月17日にシカゴ・ホワイトソックスとマイナー契約を結んだ。オフにFAとなった。

### ブレーブス傘下時代
2014年11月10日にアトランタ・ブレーブスとマイナー契約を結んだ。
2015年はAAA級グウィネット・ブレーブスで開幕を迎えた。11試合で2勝6敗・防御率6.10という成績で、6月19日にFAとなった。

### 独立リーグ時代
2015年6月25日に独立リーグであるアトランティックリーグのサザンメリーランド・ブルークラブスと契約した。3試合に登板した。

### マリナーズ傘下時代
2015年7月11日にシアトル・マリナーズとマイナー契約を結んだ。オフの11月6日にFAとなった。

### ロイヤルズ時代

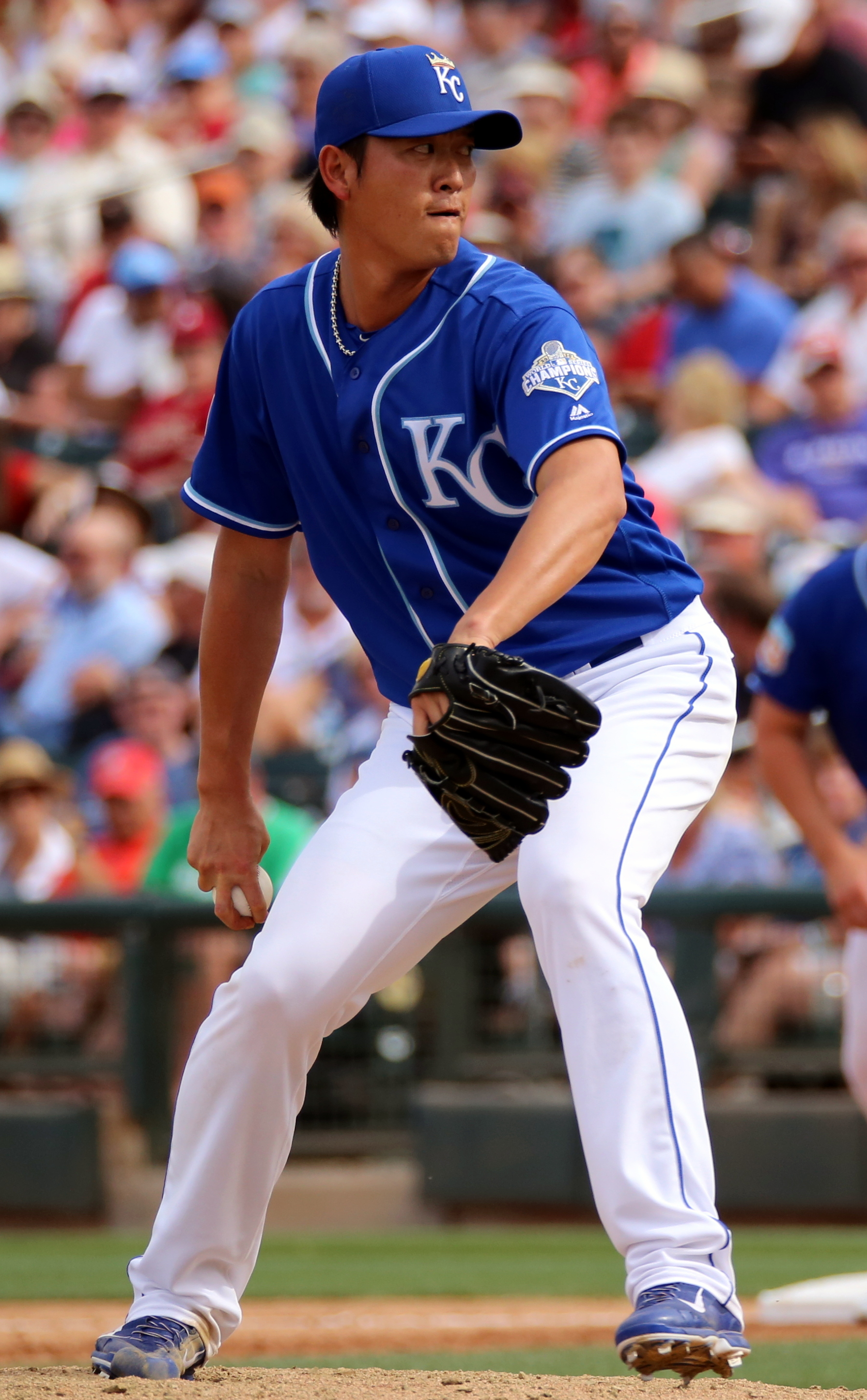
カンザスシティ・ロイヤルズでの現役時代
(2016年3月11日)

2016年1月7日にカンザスシティ・ロイヤルズとマイナー契約を結び、同年のスプリングトレーニングに招待選手として参加することになった。4月3日にメジャー契約を結び、開幕25人枠入りした。4月9日のミネソタ・ツインズ戦で3年ぶりのメジャー登板を果たした。5月4日のナショナルズ戦で9回に5番手として登板。1イニングを無失点に抑え、直後の攻撃でロイヤルズがサヨナラ勝ちを収めたため、3シーズンぶりの勝利投手となった。8月31日に右上腕二頭筋腱炎で15日間の故障者リストに入った。9月18日にDFA、9月22日にFAとなった。
2017年3月に開催された第4回WBCのチャイニーズタイペイ代表は若手に機会を与えるとして辞退した。MLB球団と契約に至らなかった理由として、去年ほど調子がよくなかったことを挙げた。

### 現役引退後
2018年6月10日に中華職業棒球大聯盟（CPBL）の富邦ガーディアンズが二軍臨時投手コーチに就任したと発表した。期間は6月11日から6月30日までの20日間。また、このシーズンオフに2019年シーズンを通してのコーチ契約を行った。
2019年11月に開催された第2回WBSCプレミア12ではチャイニーズタイペイ代表のベンチコーチを務めた。
2020年からCPBLの中信兄弟にて二軍投手コーチを務める。
2023年5月10日、一軍投手コーチに配置転換されることが発表された。
2024年、台湾棒球名人堂で競技者表彰で野球殿堂入りを果たした。1980年以降の生まれでは初である。
2024年11月に開催された第3回WBSCプレミア12では、チャイニーズタイペイ代表チーム
の投手コーチを務め、初優勝に貢献した。

## 投球スタイル
スリークォーターからシンキング・ファストボールを繰り出す、MLBに多数存在するシンカーボーラー。
MLB時代にシンキング・ファストボールの球速は、全盛期（2006-2007年頃）は常時93mph（約149.7km/h）前後、最速98mph（約157.7km/h）をマークした。
2004年にマイナーリーグでは球速で自己最速99mph（約159.3km/h）を記録した。
打者は上面を叩いて引っかけることが非常に多く、結果として極端に多い内野ゴロと低い奪三振数を記録している。特に2006年シーズンでは、奪三振数は76で規定投球回数に到達しているピッチャーの中では2番目に低い数値となった。同年シーズンを通した結果では打たれた球のうち、154がフライとなった一方で476がゴロとなっており、そのGB/FB率は3.09でリーグトップとなるほどで、全盛期はMLBでも屈指のグラウンドボールピッチャーであった。建民はこのシンキング・ファストボールを主体に投球を組み立てており、その比率は約70 - 75%ほどで、2006年7月8日のデビルレイズ（現・レイズ）戦では、キャッチャーのホルヘ・ポサダが、その試合で投じた103球すべてでシンキング・ファストボールのサインを出している。
当時のヤンキース投手コーチのロン・ギドリーは「（シンキング・ファストボールは）ボウリングの球のように重い」と評した。
他にスライダーとチェンジアップを持ち球としている。稀にではあるが、三振を取りにいくときはスプリッターも投げる。
2007年のシーズン後半からはシンキング・ファストボールだけではなく、これらの変化球の割合を上げて投球スタイル自体を変化させている。このシーズンは、1試合（9イニング）あたりの被本塁打率は0.4、被長打率は.368と他を圧倒する。
シンキング・ファストボールは、ツーシームの握りから人差し指に力を込めてボールを押し出すようにして投げており、人差し指の爪の右脇には『シンカーダコ』ができている。

## 人物
- A-級スタテンアイランド・ヤンキース在籍時につけていた背番号「41」は、同チームの永久欠番になった。
- 英語に堪能であり、MLB時代は自身でチームメイトとのコミュニケーションを取っていた[1]。
- MLBで優れた実績を上げた初の台湾人選手であるため、台湾国内で高い人気を誇る。愛称は「建仔」。台湾のマスコミが王のニュースを報道する際は、王の名前の上に「台湾に光輝く者」という意味の「台湾之光」を冠することが多い[34]。台湾の野球選手には、第二の王を目指して野球を始めた選手も多い[35]。

## 詳細情報

### 年度別投手成績
| 年 度    | 球 団    | 登 板 | 先 発 | 完 投 | 完 封 | 無 四 球 | 勝 利 | 敗 戦 | セ 丨 ブ | ホ 丨 ル ド | 勝 率 | 打 者 | 投 球 回 | 被 安 打 | 被 本 塁 打 | 与 四 球 | 敬 遠 | 与 死 球 | 奪 三 振 | 暴 投 | ボ 丨 ク | 失 点 | 自 責 点 | 防 御 率 | W H I P |
| -------- | -------- | ----- | ----- | ----- | ----- | -------- | ----- | ----- | -------- | ----------- | ----- | ----- | -------- | -------- | ----------- | -------- | ----- | -------- | -------- | ----- | -------- | ----- | -------- | -------- | ------- |
| 2005     | NYY      | 18    | 17    | 0     | 0     | 0        | 8     | 5     | 0        | 0           | .615  | 486   | 116.1    | 113      | 9           | 32       | 3     | 6        | 47       | 3     | 0        | 58    | 52       | 4.02     | 1.25    |
| 2006     | NYY      | 34    | 33    | 2     | 1     | 0        | 19    | 6     | 1        | 0           | .760  | 900   | 218.0    | 233      | 12          | 52       | 4     | 2        | 76       | 6     | 1        | 92    | 88       | 3.63     | 1.31    |
| 2007     | NYY      | 30    | 30    | 1     | 0     | 0        | 19    | 7     | 0        | 0           | .731  | 823   | 199.1    | 199      | 9           | 59       | 1     | 8        | 104      | 9     | 1        | 84    | 82       | 3.70     | 1.29    |
| 2008     | NYY      | 15    | 15    | 1     | 0     | 1        | 8     | 2     | 0        | 0           | .800  | 402   | 95.0     | 90       | 4           | 35       | 1     | 3        | 54       | 0     | 0        | 44    | 43       | 4.07     | 1.32    |
| 2009     | NYY      | 12    | 9     | 0     | 0     | 0        | 1     | 6     | 0        | 0           | .143  | 206   | 42.0     | 66       | 7           | 19       | 1     | 3        | 29       | 3     | 0        | 46    | 45       | 9.64     | 2.02    |
| 2011     | WSH      | 11    | 11    | 0     | 0     | 0        | 4     | 3     | 0        | 0           | .571  | 264   | 62.1     | 67       | 8           | 13       | 0     | 1        | 25       | 2     | 0        | 35    | 28       | 4.26     | 1.36    |
| 2012     | WSH      | 10    | 5     | 0     | 0     | 0        | 2     | 3     | 0        | 0           | .400  | 158   | 32.1     | 50       | 5           | 15       | 0     | 3        | 15       | 5     | 0        | 24    | 24       | 6.68     | 2.01    |
| 2013     | TOR      | 6     | 6     | 0     | 0     | 0        | 1     | 2     | 0        | 0           | .333  | 123   | 27.0     | 40       | 5           | 9        | 0     | 0        | 14       | 2     | 0        | 24    | 23       | 7.67     | 1.81    |
| 2016     | KC       | 38    | 0     | 0     | 0     | 0        | 6     | 0     | 0        | 0           | 1.000 | 231   | 53.1     | 60       | 6           | 18       | 0     | 2        | 30       | 1     | 0        | 27    | 25       | 4.22     | 1.46    |
| MLB：9年 | MLB：9年 | 174   | 126   | 4     | 1     | 1        | 68    | 34    | 1        | 0           | .667  | 3593  | 845.2    | 918      | 65          | 252      | 10    | 27       | 394      | 31    | 2        | 434   | 410      | 4.36     | 1.38    |

- 2018年度シーズン終了時
- 各年度の太字はリーグ最高

### タイトル
- 最多勝利：1回（2006年）※19勝

### 背番号
- 40（2005年 - 2009年、2011年 - 2012年、2018年 - ）
- 67（2013年、2016年）

### 代表歴
- 2002年アジア競技大会野球チャイニーズタイペイ代表
- 2003年アジア野球選手権大会チャイニーズタイペイ代表
- 2013 ワールド・ベースボール・クラシック・チャイニーズタイペイ代表